# C++ Builder
C++Builder este un mediu de dezvoltare rapidă a aplicațiilor produs de filiala CodeGear a Embarcadero Technologies pentru scrierea programelor în limbajul de programare C++. C++Builder combină biblioteca de componente vizuale și un IDE scris în Delphi, cu un compilator C++. Ciclul de dezvoltare este în așa fel încât Delphi primește primul îmbunătățiri semnificative, urmat de C++Builder. Majoritatea componentelor dezvoltate în Delphi pot fi folosite în C++Builder fără modificări, dar nu și invers.
C++Builder include unelte care permit dezvoltarea vizuală bazată pe drag-and-drop, făcând programarea mai facilă prin implementarea unui GUI builder WYSIWYG în IDE.

## Istorie
C++Builder a fost inițial lansat numai pentru platforma Microsoft Windows. Versiunile următoare includeau Borland CLX, o librărie cross-platform bazată pe Qt, pentru dezvoltare vizuală, care funcționează pe platformele Windows și Linux.
În 2003, Borland a lansat C++BuilderX (CBX), scris pe același framework ca JBuilder și purta foarte puține asemănări cu C++Builder sau Delphi. A fost conceput pentru dezvoltarea programelor de dimensiuni mari pentru întreprinderi. Cu toate acestea, nu a avut succes comercial. La sfârșitul anului 2004, Borland a anunțat că va continua să lucreze la clasicul C++Builder si îl va distribui împreuna cu Delphi, abandonând C++BuilderX.
După aproximativ un an de la anunț, Borland a lansat Borland Developer Studio 2006, un pachet robust care include Delphi, C++Builder și C#Builder.
În 2007, Borland a lansat C++Builder 2007, cu suport complet API pentru Microsoft Vista, conformitate sporită pentru ANSI C++, compilare prin IDE până la 500% mai rapidă, suport pentru MSBuild, arhitectura de baze de date DBX4 și „VCL pentru Web”, care suportă AJAX. API-ul pentru Vista include aplicații cu teme și suport VCL pentru Aero și spațiul de lucru Vista. CodeGear RAD Studio 2007 include C++Builder 2007 și Delphi. Tot în 2007, Borland a reînviat brand-ul „Turbo” și a lansat două ediții „Turbo” de C++Builder: Turbo C++ Professional și Turbo C++ Explorer (gratuit), bazat pe Borland C++Builder 2006.
C++Builder 2009 a fost lansat în august 2008, iar printre cele mai semnificative îmbunătățiri se numără suport Unicode complet în VCL și RTL, implementare a standardului C++0x, suport complet ITE, componente native Ribbon și includerea librăriei Boost.
O versiune viitoare a CodeGear C++Builder (cu numele de cod Commodore) va avea suport pentru x86-64 și va crea cod nativ x86-64.

## Istoria versiunilor
| An          | Versiune              |
| ----------- | --------------------- |
| 1997        | 1                     |
| 1998        | 3                     |
| 1999        | 4 (lansat ca Inprise) |
| 2000        | 5                     |
| 2002        | 6                     |
| 2003        | X                     |
| 2005        | 2006                  |
| 2007        | 2007                  |
| august 2008 | 2009                  |
| 2009        | 2010 (14)             |
| 2010        | XE                    |
| 2011        | XE2                   |
| 2012        | XE3                   |
| 2013        | XE4                   |